# Камбохори (дем Александрия)
Вижте пояснителната страница за други значения на Камбохори.
Камбохори или Триховища (на гръцки: Καμποχώρι, катаревуса Καμποχώριον, Камбохорион, до 1927 Τριχοβίστα, Триховиста) е село в Република Гърция, дем Александрия, област Централна Македония.

## География
Селото е разположено в областта Урумлък (Румлуки), на 7 km югозападно от Александрия (Гида), на надморска височина от 20 m.

## История

### В Османската империя
В XIX век Триховища е малък чифлик в Османската империя. Александър Синве („Les Grecs de l’Empire Ottoman. Etude Statistique et Ethnographique“) в 1878 година пише, че в Драховица (Drahovitsa), Камбанийска епархия, живеят 240 гърци. Според Васил Кънчов („Македония. Етнография и статистика“) в 1900 година Трихлево е село в Берска каза и в него живеят 200 българи християни.
По данни на секретаря на Българската екзархия Димитър Мишев („La Macédoine et sa Population Chrétienne“) в 1905 година в Трихлево (Trihlevo) живеят 320 българи патриаршисти гъркомани.

### В Гърция
През Балканската война в 1912 година в селото влизат гръцки части и след Междусъюзническата в 1913 година Триховища остава в Гърция. След Първата световна война в 1922 година в селото са заселени гърци бежанци. В 1928 година Триховища е смесено местно-бежанско селище с 50 бежански семейства и 206 жители бежанци.
В 1927 година селото е прекръстено на Камбохори.
Землището на селото е много плодородно и цялостно се напоява. Произвежда се основно памук и захарно цвекло.
| Име       | Име        | Ново име    | Ново име    | Описание                    |
| --------- | ---------- | ----------- | ----------- | --------------------------- |
| Бугати    | Μπουγατι   | Лака        | Λακκα       |                             |
| Кара чаир | Καρά Τσαΐρ | Мавроливадо | Μαυρολίβαδο | местност на СИ от Камбохори |

| Година    | 1913 | 1920 | 1928 | 1940 | 1951 | 1961 | 1971 | 1981 | 1991 | 2001 | 2011 | 2021 |
| --------- | ---- | ---- | ---- | ---- | ---- | ---- | ---- | ---- | ---- | ---- | ---- | ---- |
| Население | 206  | 259  | 478  | 659  | 772  | 824  | 791  | 876  | 916  | 768  | 690  | 620  |

## Личности
Родени в Камбохори
- Емануил Самарас (Εμμανουήλ Σαμαράς), гръцки андартски деец, четник[10]
- Стефанос Бадис (Στέφανος Μπαντής), гръцки андартски деец, четник[10]
- Томас Толиопулос (Θωμάς Τολιόπουλος), гръцки андартски деец, четник при Панайотис Пападзанетеас в Ениджевардарското езеро, участва в сражението, при което е убит лейтенант Христос Прандунас[10]